# 段素英
段 素英（だん そえい）は、大理国の第6代王。
986年に即位し、翌年に広明と改元した。996年、『伝燈録』を祖述した。